# Суворово (Бахчисарайский район)
Суво́рово (до 1948 года Аранчи́; укр. Суворове, крымскотат. Arançı, Аранчы) — село в Бахчисарайском районе Республики Крым в составе Тенистовского сельского поселения (согласно административно-территориальному делению Украины — в Тенистовском сельском совете Автономной Республики Крым).

## Население
| 2001 | 2014 |
| ---- | ---- |
| 579  | ↘554 |

Всеукраинская перепись 2001 года показала следующее распределение по носителям языка
| Язык             | Процент |
| ---------------- | ------- |
| русский          | 74.61   |
| крымскотатарский | 19      |
| украинский       | 6.22    |

### Динамика численности
| - 1805 год — 150 чел. - 1864 год — 196 чел. - 1886 год — 182 чел. - 1887 год — 306 чел. - 1892 год — 231 чел. - 1902 год — 232 чел. - 1915 год — 380/45 чел. | - 1926 год — 555 чел. - 1939 год — 706 чел. - 1989 год — 569 чел. - 2001 год — 579 чел. - 2009 год — 590 чел. - 2014 год — 554 чел. |

## Современное состояние
В Суворово 8 улиц и переулок, по данным сельсовета, на 2009 год, к селу приписано 1416 гектаров угодий, числилось 215 дворов и 590 жителей. В селе действуют фельдшерско-акушерский пункт и клуб. Суворово связано автобусным сообщением с Бахчисараем, Севастополем и Симферополем. В селе находится братское кладбище советских воинов, погибших при освобождении Аранчи в 1944 году.

## География
Суворово находятся на западе района, на левом берегу реки Кача в её нижнем течении, высота центра села над уровнем моря 25 м. Расстояние до райцентра около 24 километров, но село более тяготеет к Севастополю, так как следующий по долине населённый пункт — Вишнёвое, в 1 километре (административно уже Севастополь), в 6 километрах, на побережье Каркинитского залива, севастопольский курортный посёлок Орловка. Другое соседнее село — Айвовое — в 300 м выше по долине.
Ближайшая железнодорожная станция Мекензиевы горы находится в 18 км от села. Транспортное сообщение осуществляется по региональной автодороге 35К-021 Бахчисарай — Орловка (по украинской классификации — Т-2701).

## История
Деревня Аранчи впервые упоминается в кадиаскерских дефтери (судебных делах) времён Крымского ханства, из которых следует (без упоминания даты), что джемаат деревни Аранчи выступал в качестве самостоятельного юридического лица.
По Камеральному Описанию Крыма 1784 года деревня Аранджи в последний период Крымского ханства входила в Качи Беш Паресы кадылыку Бахчисарайского каймаканства. После присоединения Крыма к России (8) 19 апреля 1783 года, (8) 19 февраля 1784 года, именным указом Екатерины II сенату, на территории бывшего Крымского Ханства была образована Таврическая область и деревня была приписана к Симферопольскому уезду. С началом Русско-турецкой войной 1787—1791 годов, весной 1788 года производилось выселение крымских татар из прибрежных селений качинской долины во внутренние районы полуострова, в том числе и из Аранчи. В конце войны, 14 августа 1791 года всем было разрешено вернуться на место прежнего жительства. После Павловских реформ, с 1796 по 1802 год, входила в Акмечетский уезд Новороссийской губернии. По новому административному делению, после создания 8 (20) октября 1802 года Таврической губернии, Аранчи были приписаны к Актачинской волости Симферопольского уезда.
По Ведомости о всех селениях в Симферопольском уезде состоящих с показанием в которой волости сколько числом дворов и душ… от 9 октября 1805 года, в Аранчи насчитывался 31 двор, в которых проживало 150 человек, все — крымские татары. На военно-топографической карте генерал-майора Мухина 1817 года в Аранчи обзначено 40 жилых домов, причём тогда считали 2 деревни: западная часть — Аранчи, восточная — Биюк Аранчи (больше такое разделение нагде не встречается). В 1829 году была проведена реформа волостного деления, Актачинскую волость ликвидировали, а Уранча, согласно «Ведомости о казённых волостях Таврической губернии 1829 года», приписали к новой, Дуванкойской. На карте 1836 года в деревне 47 дворов, как и на карте 1842 года.
В 1860-х годах, после земской реформы Александра II, деревня осталась в составе преобразованной Дуванкойской волости. По результатам VIII ревизии 1864 года составили Список населённых мест Таврической губернии по сведениям 1864 года, где в татарской общинной деревне Аранчи, при реке Каче, записана мечеть, 41 двор со 196 жителями и частные дачи. По обследованиям профессора А. Н. Козловского начала 1860-х годов, в селении имелись колодцы с пресной водой глубиной 2—4 сажени, а также жители пользовались водой из Качи. На трёхверстовой карте Шуберта 1865—1876 года — 38 дворов(возможно, недостающие 3 дома и являлись дачами). На 1886 год в деревне, согласно справочнику «Волости и важнѣйшія селенія Европейской Россіи», проживало 182 человека в 57 домохозяйствах, действовали церковь, мечеть и 2 лавки. Х ревизия 1887 года, чьи данные собраны в «Памятной книге Таврической губернии 1889 года», показала наличие в Аранчи 306 жителей в 67 дворах, а на карте 1890 года — 48 дворов, населённых крымскими татарами, но вокруг деревни обозначены господские дворы и хутора, которые, очевидно, и были учтены в переписи.
После земской реформы 1890-х годов деревня осталась в составе преобразованной Дуванкойской волости. Согласно «…Памятной книжке Таврической губернии на 1892 год», в деревне Аранчи, входившей в Калымтайское сельское общество, числился 231 житель в 42 домохозяйствах, владевшие 160 десятинами земли. По «…Памятной книжке Таврической губернии на 1902 год» в деревне Аранчи, входившей в Калымтайское сельское общество, числилось 232 жителя в 56 домохозяйствах. В 1912 году в деревне, на губернские средства, построено новое здание мектеба (начальной мусульманской школы). На 1914 год в селении действовала земская школа. По Статистическому справочнику Таврической губернии. Ч.II-я. Статистический очерк, выпуск шестой Симферопольский уезд, 1915 год, в деревне Аранчи (на Каче) Дуванкойской волости Симферопольского уезда числился 41 двор с татарским населением в количестве 380 человек приписных жителей и 45 — «посторонних», из которых 240 мужчин и 215 женщин. Жители владели 586 десятинами удобной земли. В хозяйствах имелось 69 лошадей, 22 вола, 41 корова и 280 голов мелкого скота. Также к селению были приписаны 3 хутора и 12 частных садов.
После установления в Крыму Советской власти, по постановлению Крымревкома от 8 января 1921 года была упразднена волостная система и село вошло в состав Бахчисарайского района Симферопольского уезда, а в 1922 году уезды получили название округов. 11 октября 1923 года, согласно постановлению ВЦИК, в административное деление Крымской АССР были внесены изменения, в результате которых округа были отменены и основной административной единицей стал Бахчисарайский район и село включили в его состав. Согласно Списку населённых пунктов Крымской АССР по Всесоюзной переписи 17 декабря 1926 года, в селе Аранчи, Эски-Эльского сельсовета Бахчисарайского района, имелось 149 дворов, из них 146 крестьянских, население составляло 555 человек. В национальном отношении учтено 183 татарина, 156 русских, 15 украинцев, 1 белорус, 1 немец, 10 греков 3 записаны в графе «прочие». По данным всесоюзной переписи населения 1939 года в селе проживало 706 человек.
Во время обороны Севастополя 1941—1942 года через деревню проходила первая линия обороны — на территории сохранились бетонные доты, построенные защитниками города. Село, находясь на линии фронта, пострадало сильно. После освобождения Крыма, 18 мая 1944 года, согласно Постановлению ГКО № 5859 от 11 мая 1944 год а все крымские татары из Аранчи были депортированы в Среднюю Азию. 12 августа 1944 года было принято постановление № ГОКО-6372с «О переселении колхозников в районы Крыма» по которому в район планировалось переселить 6000 колхозников и в сентябре 1944 года в район приехали первые новосёлы (2146 семей) из Орловской и Брянской областей РСФСР, а в начале 1950-х годов последовала вторая волна переселенцев из различных областей Украины. С 25 июня 1946 года Аранчи в составе Крымской области РСФСР. Указом Президиума Верховного Совета РСФСР от 18 мая 1948 года, Аранчи было переименовано в Суворово. 26 апреля 1954 года Крымская область была передана из состава РСФСР в состав УССР. Время переподчинения Тенистовскому сельсовету пока не установлено: на 15 июня 1960 года село уже в его составе. По данным переписи 1989 года в селе проживало 569 человек. С 12 февраля 1991 года село в восстановленной Крымской АССР, 26 февраля 1992 года переименованной в Автономную Республику Крым. С 21 марта 2014 года — в составе Республики Крым России.